# Попіл (картина Мунка)
Попіл (норв. Aske) — картина норвезького художника-експресіоніста Едварда Мунка, написана в 1894 році. Входила в цикл робіт «Фриз життя: поема про кохання, життя і смерть», в розділ «Розквіт і захід кохання» . Як і багато інших картин Мунка, існує в кількох варіантах, в тому числі у вигляді гравюри.

## Опис
На тлі похмурого лісового пейзажу зображені чоловік і жінка. Жінка — в напіврозстебнутій сукні, запустивши руки в розпущене волосся, — стоїть майже в самому в центрі картини. Фігура чоловіка, навпаки, розміщена в самому кутку і, порівняно з фігурою жінки, ледь наведена: він сидить зсутулившись, підперши голову рукою і відвернувши обличчя від спостерігача. Його поза, що нагадує про іншу, більш ранню роботу Мунка («Меланхолія», 1892) виражає пригніченість чи відчай. Уздовж нижньої межі полотна простяглася темна смуга, що зображає, мабуть, повалену колода; в нижньому лівому кутку, біля фігури чоловіка, вона «перетікає» у світлішу вертикальну смугу, яку Ульріх Бішоф трактує як стовп диму: «Колода, здається, вже перетворилася в попіл, хоча його присутність, безумовно, виходить за рамки буквального зв'язку з назвою картини». 
Картину вирізняє похмурий, важкий настрій, але сюжет її насилу піддається розшифруванню. Той же Бішоф порівнює її з «компульсивними ритуалами Семюела Бекета». Поза і вираз обличчя жінки — центрального персонажа — можуть висловлювати як відчай, так і торжество. Н. І. Кримова описує героїню «Попелу» так: «У розпачі вчепилася вона руками в своє розпущене волосся... Її широко відкриті очі порожні — це кінець коханню, кінець всьому» . Інші коментатори бачать жінку переможницею: вона переможно поправляє зачіску після акту кохання, тоді як чоловік постає використаним і покинутим . Ця фатальна «подвійність» жіночого начала нагадує і про інші картини Мунка, такі, як «Вампір». Дослідниця творчості Мунка Сью Прідо припускає, що в «Попелі» втілилися спогади про його хворобливий перший роман і втрату невинності: «На картині він зображений важко пораненим, тоді як Міллі [Таулов, перше кохання Мунка], наче Фенікс, знову піднімається з попелища їх кохання» . На одному з графічних варіантів Мунк надписав: «Я бачив наше кохання, що лежить на землі у вигляді купи попелу» (норв. Jeg følte vår kjærlighet ligge på jorden som en askehop).
Початковий варіант картини з 1909 року перебуває у Національній галереї в Осло.